# Kotaro Tachikawa
Kotaro Tachikawa (立川 小太郎 Tachikawa Kotaro?), född 4 januari 1997 i Wakayama prefektur, är en japansk fotbollsspelare.
Tachikawa började sin karriär 2019 i AC Nagano Parceiro.